# 阿台萨理
阿台萨理，蒙古帝国人物，畏兀儿人，阿鲁浑萨理的祖父。
阿台薩理在铁木真平定西域后返回时，随从东迁至燕京。后畏兀儿国王亦都护请求蒙古大汗归还他的民众时，他便回到旧地，他精通佛学，其子乞台萨理。

## 家系
- 父：乞赤也奴亦納里
  - 阿台薩理
    - 子：乞台萨理
      - 孙：畏吾儿薩理
      - 孙：阿鲁浑萨理
        - 曾孙：岳柱
          - 玄孙：普達
          - 玄孙：答里麻
          - 玄孙：安僧
          - 玄孙：仁寿

        - 曾孙：久著
        - 曾孙：異住

      - 孙：島瓦赤薩理